# SZE Albert Kázmér Mosonmagyaróvári Kar
A Széchenyi István Egyetem Albert Kázmér Mosonmagyaróvári Kara (korábban Mezőgazdaság- és Élelmiszertudományi Kara, röviden: SZE MÉK), illetve annak jogelődje, a Magyaróvári Gazdasági Felsőbb Magántanintézet 1818-ban Magyaróvárott alapított mezőgazdasági felsőoktatási intézmény. 2016. január 1-én kivált az egykori Nyugat-magyarországi Egyetemből, és csatlakozott a Széchenyi István Egyetemhez.

## Története
Európa első, kisebb megszakításokkal folyamatosan működő agrár-felsőoktatási tanintézetének alapítása és megszervezése Albert Kázmér szász–tescheni herceg és Wittmann Antal reformkori tudós mezőgazdász nevéhez fűződik.
Az intézmény 1818-tól Magyaróvári Gazdasági Felsőbb Magántanintézet (1818–1850) néven működött, Albert Kázmér szász–tescheni herceg birtokai számára képzett kiváló elméleti és gyakorlati tudással felvértezett mezőgazdászokat. Az iskola elnevezése ellenére minden tanulni vágyó fiatal előtt nyitva állt. Az oktatás nyelve kezdetben latin, majd – mint az országban mindenütt – a német volt.
1850-ben megszűnt magán-tanintézeti jellege, Magyaróvári Császári és Királyi Gazdasági Felsőbb Tanintézet (1850–1869) néven az intézmény minisztériumi kezelés alá került, amely a 35 milliós Habsburg Birodalom egyetlen agrár-felsőoktatási tanintézeteként működött, kihatva egész Közép-Európa mezőgazdaságára és annak fejlődésére.
A kiegyezést követően, 1869-től Magyaróvári Magyar Királyi Gazdasági Felsőbb Tanintézet (1869–1874) elnevezéssel funkcionált az iskola, ekkor kezdődött meg a magyar tannyelv bevezetése, majd az oktatás párhuzamosan két évfolyamon, egy magyar és egy német nyelvű tanszakon folyt. Európa szinte minden országából, Franciaországtól kezdve az egykori német és osztrák tartományokon át egészen Törökországgal bezárólag a kontinens minden sarkából érkeztek hallgatók Magyaróvárra. 1872-ben a magyaróvári Alma Materből vált ki a bécsi mezőgazdasági főiskola (Universität für Bodenkultur), amely a mai napig anyaintézményeként tartja számon a mosonmagyaróvári egyetemi kart.
1874-ben a hasonló magyar intézetek közül elsőként emelték akadémiai rangra a kar jogelődjét. Hivatalos elnevezése Magyaróvári Magyar Királyi Gazdasági Akadémia (1874–1942) lett, amely Magyarország egyetlen agrár-felsőoktatási tanintézete volt egészen 1906-ig. Az Akadémia mellett ekkoriban létesülő, gombamódra szaporodó különböző kutatóintézetek jelentették a mai magyar agrárkutatás igazi megindulását, Magyaróvár a hazai mezőgazdasági tudományos kutatás bölcsőjévé, illetve fellegvárává vált. 1884-ben a német nyelvű évfolyamok megszüntetésével lezárult a két tannyelvű képzés a tanintézetben, azóta az oktatás nyelve kizárólag a magyar.
- A trianoni békediktátum, illetve az első világháborút követő vészterhes időszak alatt az intézménynek lehetőségeihez mérten sikerült megőrizni vezető pozícióját és presztízsét. 1919-ben, ugyan csak átmeneti jelleggel, még Főiskola elnevezést is kapott az amúgy is felsőfokú szakképesítést adó Gazdasági Akadémia.

Alapításának 125. évében, az 1942. évi tanévet Mosonmagyaróvári Mezőgazdasági Főiskola (1942–1945) elnevezéssel kezdte meg a tanintézet.
A második világháborút követő központosításnak köszönhetően a frissen létrehozott Magyar Agrártudományi Egyetem Mosonmagyaróvári Osztálya (1945–1949) néven egyetemi képzést nyújtott az Alma Mater. A kommunista hatalomátvétel után működését ideiglenes beszüntették.
1954-ben az újjászervezett egyetemi jellegű intézmény Mosonmagyaróvári Mezőgazdasági Akadémia (1954–1962) néven kezdte meg működését a magyaróvári tradícióknak megfelelően. E korszakban következett be a tanintézet történelmének legszomorúbb és leggyászosabb napja: 1956. október 26.
1962-ben az egyetemi jellegű Mezőgazdasági Akadémia nevét Mosonmagyaróvári Agrártudományi Főiskolára (1962–1970), majd Agrártudományi Egyetem Mosonmagyaróvári Mezőgazdaságtudományi Karára (1970–1989) változtatták.
A rendszerváltozás környéki integrációk során az Alma Mater elnevezése többször is módosult: előbb a Pannon Agrártudományi Egyetem Mezőgazdaságtudományi Kar (1989–2000) elnevezés alatt működött, majd a Nyugat-magyarországi Egyetemből (2000–2015) kivált, és 2016. január 1-től a Széchenyi István Egyetem Mezőgazdaság- és Élelmiszertudományi Karaként, 2022. szeptember 1-től pedig az egyetem Albert Kázmér Mosonmagyaróvári Karaként folytatja tevékenységét. A névváltoztatások ellenére az alma mater jelenleg is a nagy elődök emlékéhez méltóan, de a mai kor követelményeinek megfelelve képzi történelmének nyolcadik–kilencedik nemzedékét.

## Napjainkban

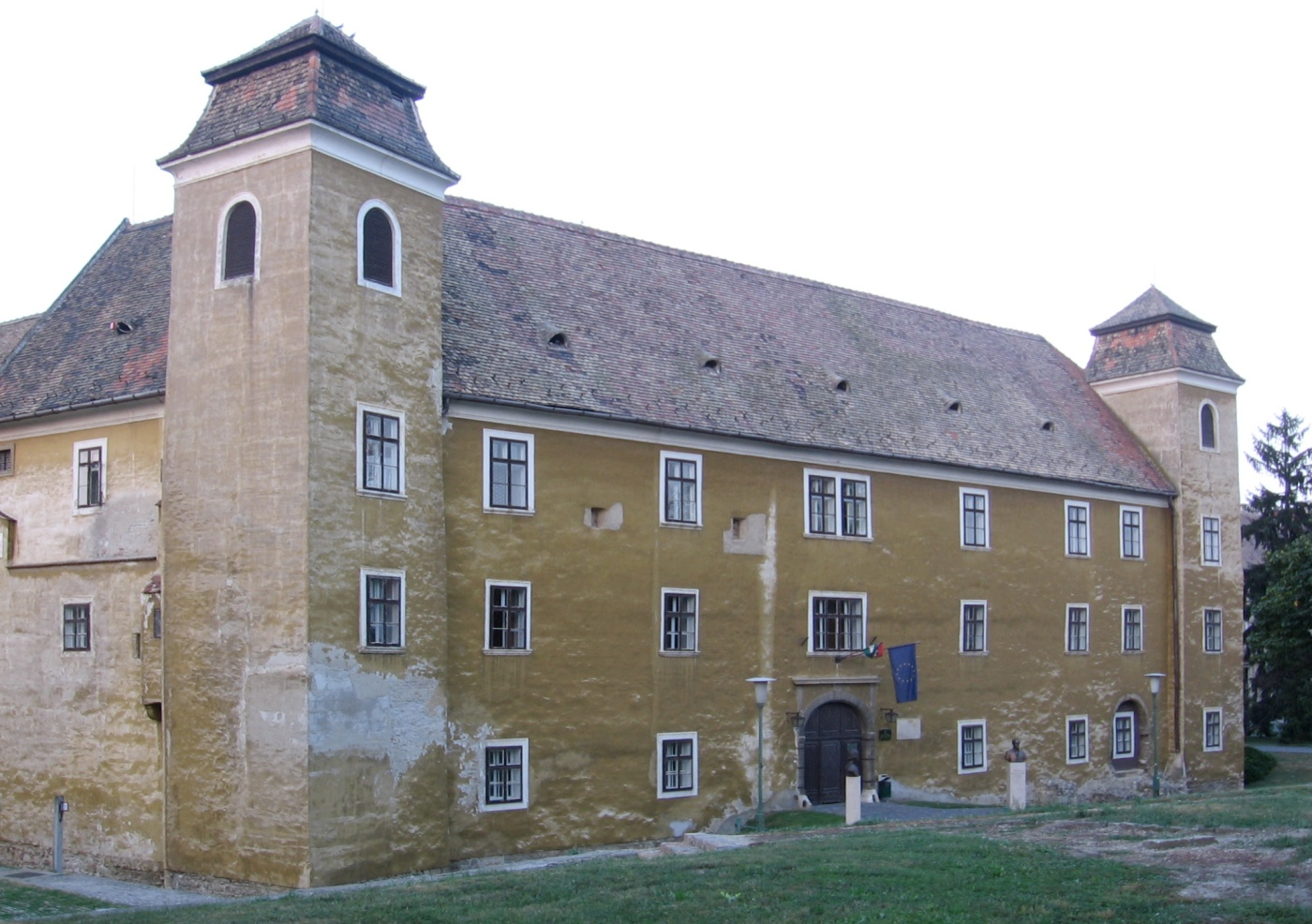
A Kar központi épülete: a magyaróvári vár

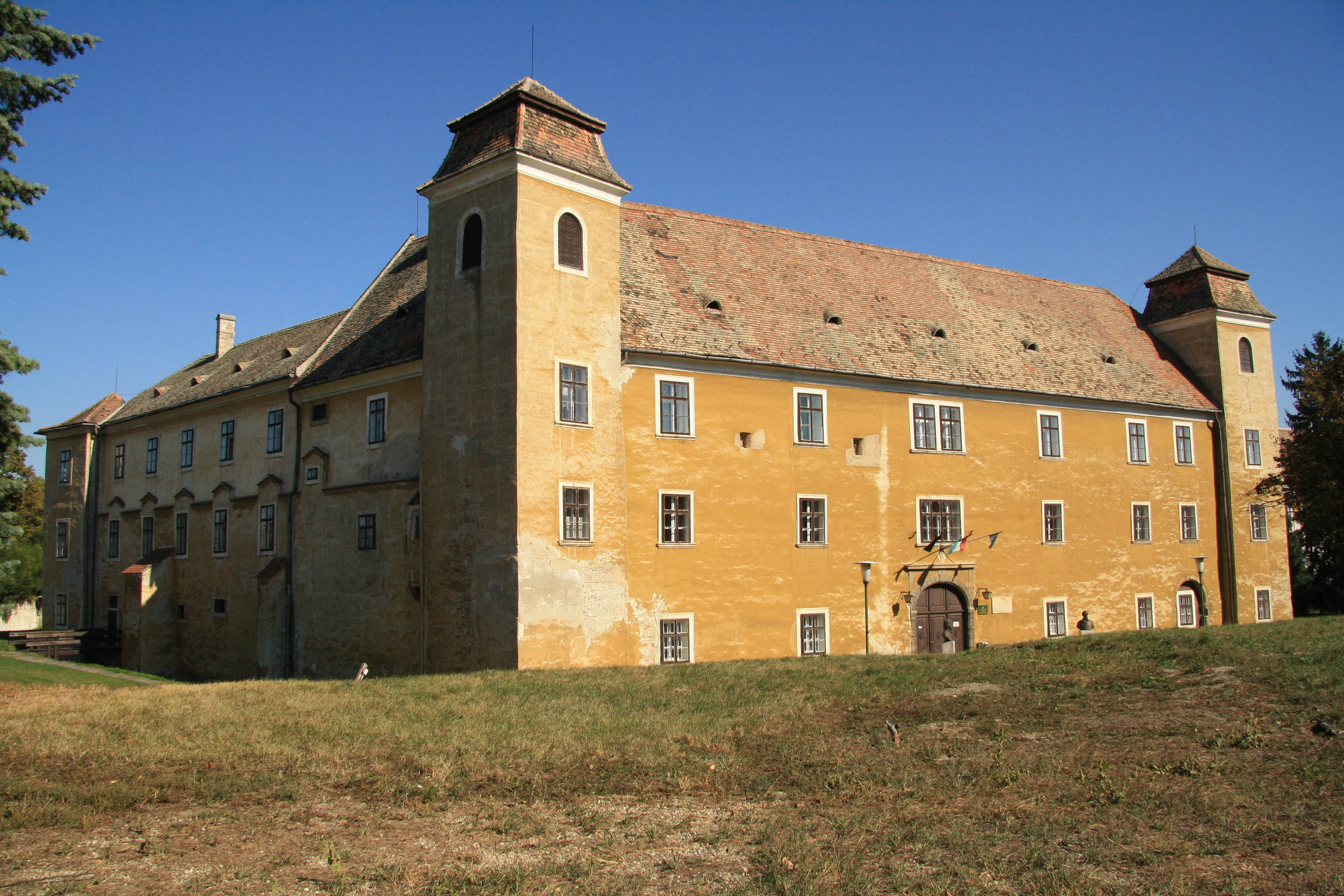
A Kar központi épülete: a magyaróvári vár

Az intézmény munkájára jellemző a több szakos, az élelmiszergazdaságot jól átfogó képzési rendszer működtetése. A magas szintű elméleti képzés mellett fontos szerepet játszik a gyakorlati ismeretek elsajátíttatása laboratóriumokban és üzemi körülmények között. Ezt a célt szolgálja a kiterjedt nemzetközi kapcsolatokra épülő külföldi farmgyakorlat rendszer is. Ennek keretében a hallgatók Európa számos országába, utazhatnak 3-6 hónapos farmgyakorlatra, amely kiválóan szolgálja szakmai látókörük bővítését és a nyelvgyakorlást.
A mosonmagyaróvári Mezőgazdaság- és Élelmiszertudományi Kar:
- első a felsőoktatási rangsorban az agrárképzéssel foglalkozó intézmények között a minősített oktatók aránya alapján,
- lehetővé teszi a külföldi részképzésben és gyakorlatokon való részvételt,
- speciális nyelvi és szakirányú képzéseket biztosít,
- átjárhatóságot biztosít a szakok között, amely a párhuzamos képzés lehetőségét segíti,
- hallgatói bekapcsolódhatnak az oktatásba és a kutatásba,
- az országos átlagot meghaladó kollégiumi elhelyezési lehetőséget (első évfolyamosok 100%-os elhelyezése), széles körű sportolási és kulturális lehetőségeket biztosít,
- hallgatóinak mesterképzési szakokon, valamint doktori iskolákban és szakirányú továbbképzésekben kínál továbbtanulási lehetőségeket.

Az intézmény által folytatott képzések, akkreditált szakok:
Alapképzési szakok:
- élelmiszermérnök (BSc)
- vidékfejlesztési agrármérnök (BSc)
- mezőgazdasági és élelmiszeripari gépészmérnök (BSc)
- mezőgazdasági mérnök (BSc)

Osztatlan képzési szakok:
- agrármérnök-tanár (mezőgazdaság)
- agrármérnöki

Mesterképzési szakok:
- agrármérnöki (MSc)
- agrármérnök-tanári (MSc)
- állattenyésztő mérnöki (MSc)
- élelmiszerbiztonsági és -minőségi mérnök (MSc)
- környezetgazdálkodási agrármérnök (MSc)
- mezőgazdasági biotechnológus (MSc)
- növényorvosi (MSc)
- vidékfejlesztési agrármérnök (MSc)

Szakirányú továbbképzés:
- agrármarketing és kereskedelmi szakmérnök
- halászati szakmérnök
- növényvédelmi szakmérnök
- ökológiai gazdálkodó
- precíziós mezőgazdasági szaktanácsadó szakirányú továbbképzési szak
- precíziós mezőgazdasági szakmérnök szakirányú továbbképzési szak

Tanfolyamok:
- aranykalászos gazda
- gyógy- és fűszernövény termesztő képzés
- méhész tanfolyam
- nyerstej mintavevő tanfolyam
- motorfűrész kezelő képzés

A PhD fokozat megszerzését a kar doktori iskolájának (Wittmann Antal Növény-, Állat- és Élelmiszer-tudományi Multidiszciplináris Doktori Iskola) doktori programjai teszik lehetővé.

## Az intézmény vezetői
|                                        |             |                                |             |                         |               |                  |             |
| Wittmann Antal kurátor                 | (1818–1834) | Thallmayer Viktor mb. igazgató | (1897–1898) | Varga Ernő igazgató     | (1954 – 1957) | Szalka Éva dékán | (2016–2023) |
| Kleeborni Gürtler Ferenc kurátor       | (1818–1821) | Vörös Sándor igazgató          | (1898–1907) | Kovács László igazgató  | (1957–1959)   | Tóth Tamás dékán | (2023-)     |
| Liebbald Gyula vezető professzor       | (1818–1819) | Kerpely Kálmán mb. igazgató    | (1907–1908) | Varga János igazgató    | (1959–1962)   |                  |             |
| Klingenstein Frigyes vezető professzor | (1819)      | Hensch Árpád igazgató          | (1908–1909) | Varga János rektor      | (1962–1965)   |                  |             |
| Kleyle Joachim kurátor                 | (1820–1849) | Ujhelyi Imre igazgató          | (1909–1919) | Márton Géza rektor      | (1965–1968)   |                  |             |
| Schachner Károly vezető professzor     | (1820–1834) | id. Rázsó Imre igazgató h.     | (1919)      | Kovács László rektor    | (1968–1970)   |                  |             |
| Bischof Ede vezető professzor          | (1834–1836) | id. Rázsó Imre dékán           | (1919–1920) | Varga János dékán       | (1970–1976)   |                  |             |
| Kopetz Gusztáv vezető professzor       | (1836–1846) | Bánvárth Sándor igazgató       | (1920–1930) | Schmidt János dékán     | (1976–1985)   |                  |             |
| Masch Antal vezető professzor          | (1846–1849) | Zalka Zsigmond mb. igazgató    | (1930)      | Kuroli Géza dékán       | (1985–1994)   |                  |             |
| Pabst Henrik Vilmos igazgató           | (1850–1861) | Groffits Gábor igazgató        | (1930–1942) | Iváncsics János dékán   | (1994–1999)   |                  |             |
| Masch Antal igazgató h.                | (1861–1863) | Groffits Gábor dékán           | (1942–1945) | Ördög Vince dékán       | (1999–2007)   |                  |             |
| Masch Antal igazgató                   | (1863–1884) | Varga-Kiss Ernő osztályelnök   | (1945–1948) | Schmidt Rezső mb. dékán | (2007)        |                  |             |
| Balás Árpád igazgató                   | (1884–1896) | Sass Gábor osztályelnök        | (1948–1949) | Schmidt Rezső dékán     | (2008–2016)   |                  |             |

## Híres személyek

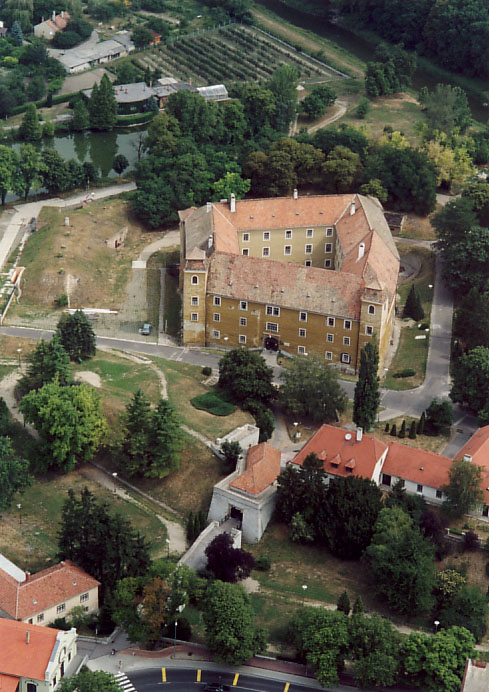
Az épület madártávlatból

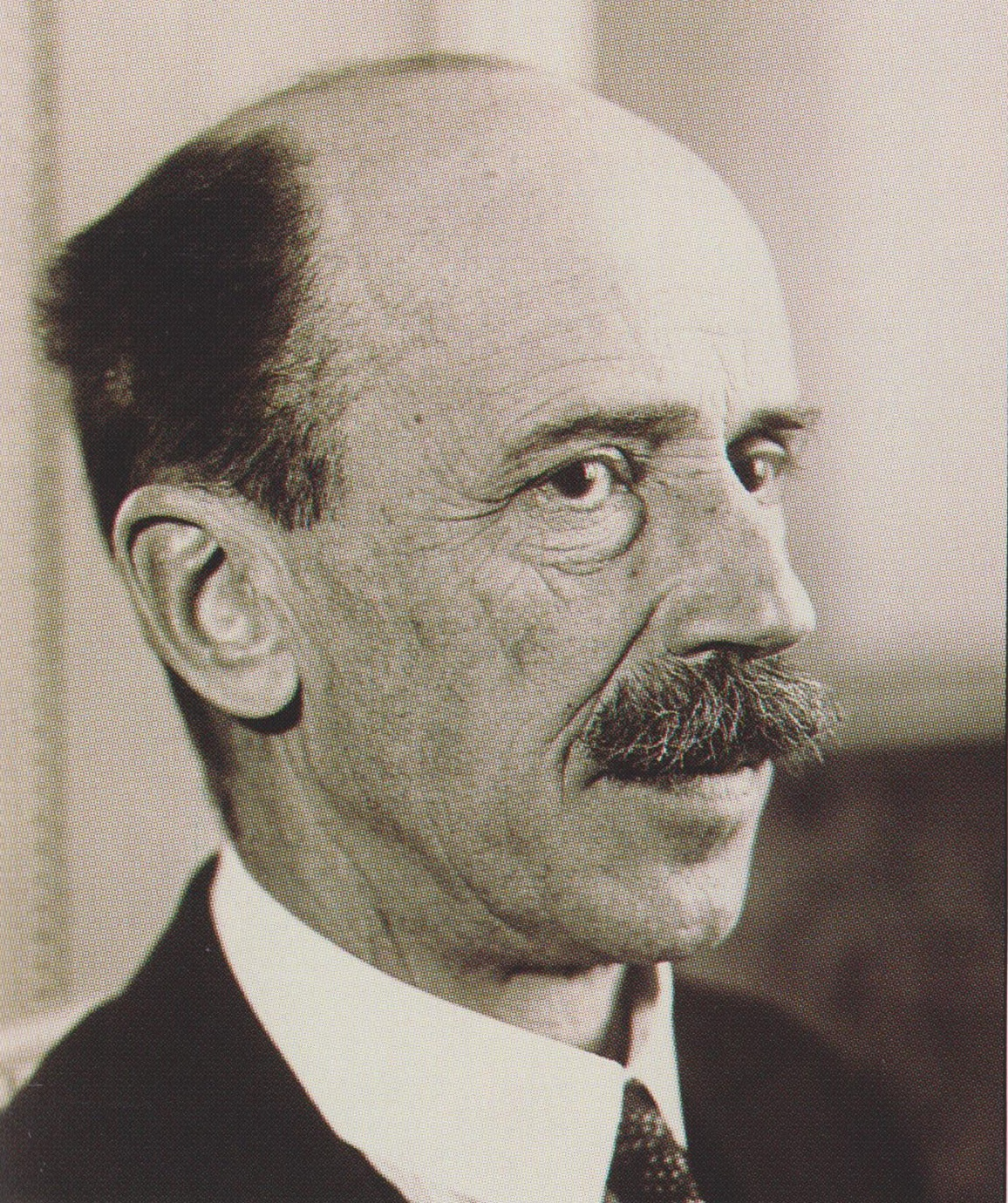
Bethlen István miniszterelnök

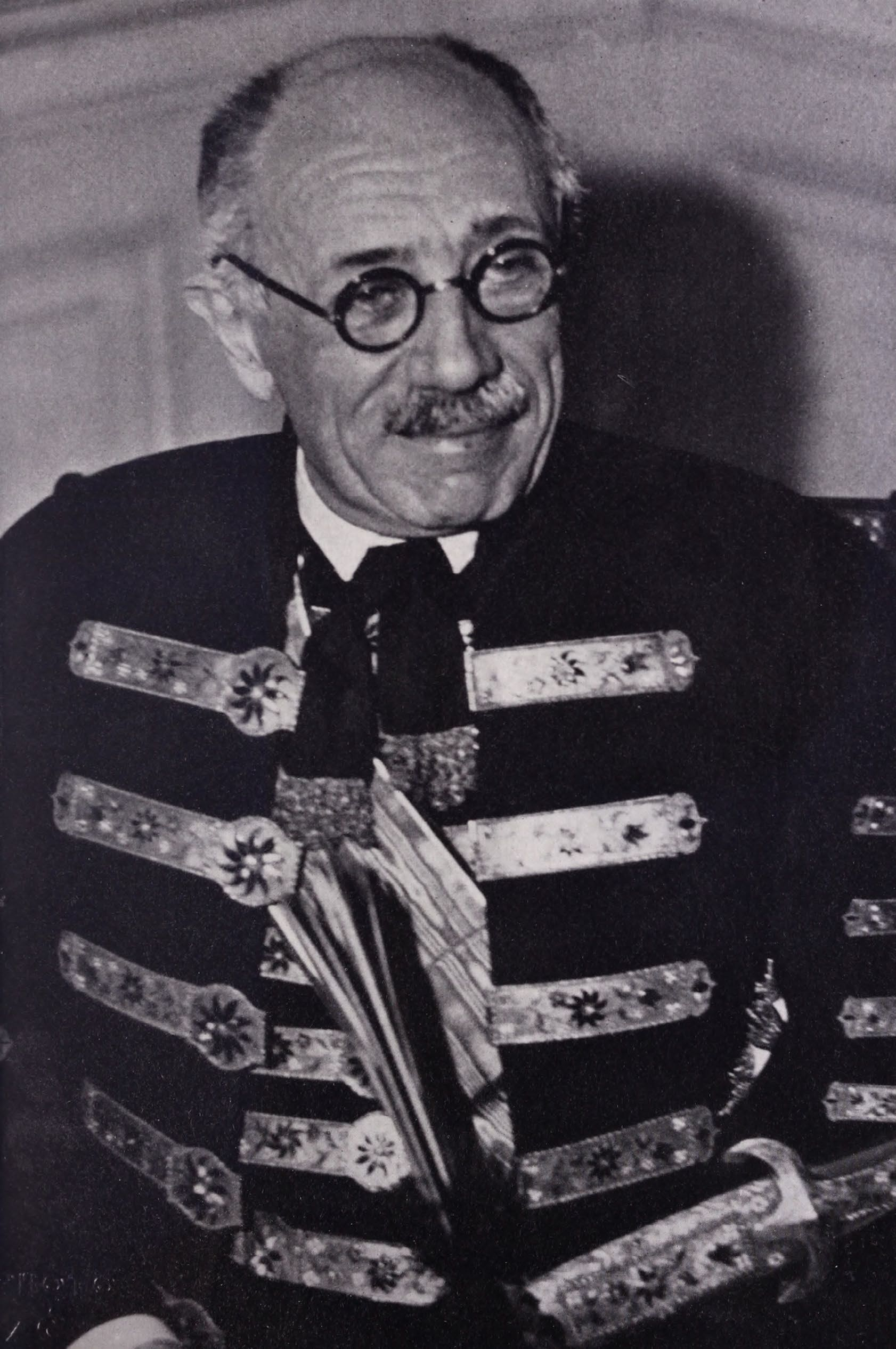
Teleki Pál miniszterelnök

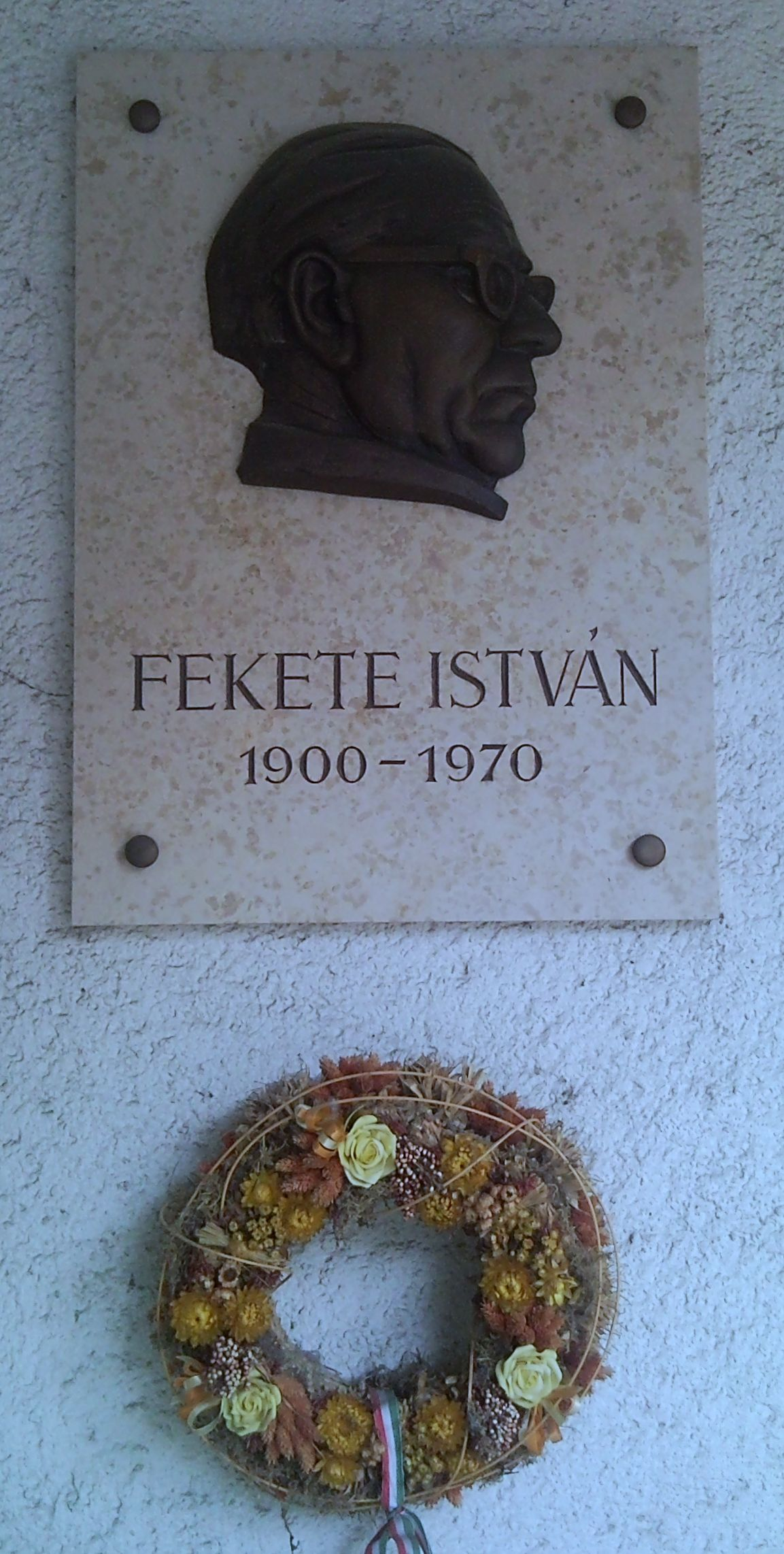
Fekete István regényíró emléktáblája

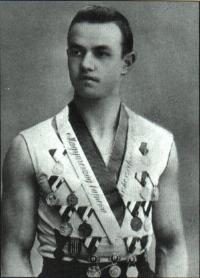
Bauer Rudolf olimpiai bajnok

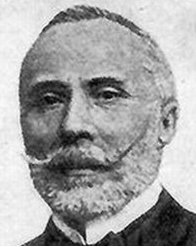
Kosutány Tamás professzor, a Magyar Tudományos Akadémia tagja, a hazai élelmiszertudomány kimagasló egyénisége

### Itt tanult
| Ábécé szerinti tartalomjegyzék                      |
| --------------------------------------------------- |
| A B C D E F G H I J K L M N O P Q R S T U V W X Y Z |

## A
- Anghi Csaba Geyza a Fővárosi Állat- és Növénykert legendás hírű igazgatója, Európa szerte ismert állattenyésztési és zoológiai szaktekintély
- Apponyi György gróf országgyűlési képviselő, a Liberális Internacionálé vezetőségi tagja

## B
- Balás Árpád akadémiai igazgató, a Magyar Mezőgazdasági Múzeum egyik alapítója, első igazgatója
- Bánvárth Sándor akadémiai igazgató, magyar királyi gazdasági főtanácsos, állattenyésztési szaktekintély
- Baross Károly agrárpolitikus, országgyűlési képviselő, gazdasági író, szerkesztő
- Baross László mezőgazdasági szakember, kiváló búzanemesítő
- id. Bartók Béla gazdasági iskolaigazgató, a világ első agrárpedagógiai szaklapjának alapítója, a világhírű zeneszerző és zenetudós Bartók Béla apja
- Bauer Rudolf olimpiai bajnok diszkoszvető, a görög diszkoszvetés megreformálója
- Berzsenyi-Janosits László növénynemesítő, az egyik legkiemelkedőbb hazai kukoricanemesítő
- Bethlen István gróf miniszterelnök, földművelésügyi miniszter, a Magyar Tudományos Akadémia tagja
- vitéz Bittera Miklós növénytermesztő, tanszékvezető egyetemi magántanár, a Felsőház tagja
- kiskéri Bitzó Vilmos, Magyar Királyi Gazdasági Felügyelő, elismert fajbaromfi tenyésztő, a magyar kendermagos nemesítője, a Nagykőrösi Lovassport és a Nagykőrösi Kertészeti Egyesület elnöke.
- Eugen Brote politikus, a Román Nemzeti Párt alelnöke, az első román népbank alapítója

## C
- Cseh Ervin mezőgazdász, politikus, szerémi főispán, horvát-szlavón-dalmát miniszter
- Cserháti Sándor a magyar tudományos növénytermesztés megalapozója, gazdasági szakíró
- Csiffáry Nándor (1925-2017) főiskolai tanár, helytörténész
- Csíki László mezőgazdász, tanszékvezető egyetemi tanár
- Csiszár József mezőgazdász, mikrobiológus, a hazai tejgazdasági kutatások kiemelkedő alakja
- Csukás Zoltán mezőgazdász, a Magyar Tudományos Akadémia levelező tagja, a XX. századi magyar állattenyésztés egyik legkiemelkedőbb egyénisége

## D
- Dancs István mezőgazdász, jegyző
- Daróczy Zoltán mezőgazdász, genealógus, történetíró
- Deininger Imre mezőgazdász, archeobotanikus, a hazai vetőmag-vizsgálati és régészeti növénytani kutatások megalapozója

## E
- Etter Jenő jogász, mezőgazdász, Esztergom polgármestere
- Éble Gábor mezőgazdász, genealógus, történész

## F
- boldogfai Farkas Dénes (1884 – 1973), politikus, országgyűlési képviselő.
- Fekete István író, mezőgazdász, Jókai Mór mellett minden idők legolvasottabb magyar írója, a Kisfaludy Társaság tagja
- Ferenczy Károly festőművész, a magyar festészet egyik legkiválóbb mestere
- Frideczky Ákos (1900-1974) mezőgazdász, főiskolai tanár, szakíró, fordító

## G
- Gaál Gaszton, gyulai mezőgazdász, országgyűlési képviselő, a Képviselőház elnöke
- Gonda Béla mérnök, vízügyi szakíró, a magyar tengerkutatás megteremtője
- Gosztonyi Nándor (1891-1950) tanár, jószágkormányzó
- Grábner Emil növénynemesítő, Cserháti Sándor mellett a magyar növénynemesítés megalapozója
- Gromon Dezső mezőgazdász, a főrendiház tagja és jegyzője, főispán, honvédelmi államtitkár, birtokainak szakszerű irányítója
- Gyárfás József mezőgazdász, a növénytermesztés és talajerő-visszapótlás Kossuth-díjas tudósa

## H
- Haberlandt Frigyes mezőgazdász, a szója európai meghonosítója, a bécsi mezőgazdasági főiskola rektora
- Habsburg Albrecht főherceg nagybirtokos, felsőházi tag
- Hankóczy Jenő mezőgazdász, a búza- és lisztminőség kérdésének nemzetközileg elismert szaktekintélye
- Hensch Árpád akadémiai igazgató, a korszerű hazai agrárüzemtan és -szervezés megalapozója
- Huszár Elemér jogász, mezőgazdász, országgyűlési képviselő

## J
- Jeszenszky Pál mezőgazdász, politikus, a Magyar Mezőgazdák Szövetkezetének vezérigazgatója
- Jókay-Ihász Lajos élelmiszeripari kutató, a világűrben is fogyasztható élelmiszerek kifejlesztője

## K
- Kadocsa Gyula mezőgazdász, Kossuth-díjas entomológus, a Növényvédelmi Kutatóintézet igazgatója
- Kolbai Károly mezőgazdász, a Magyar Agrártudományi Egyetem Kossuth-díjas rektora
- Konkoly-Thege Sándor állattenyésztési szaktekintély, államtitkár, az Országos Magyar Gazdasági Egyesület főtitkára
- Kovács Károly Zoltán mezőgazdász, politikus, nemzetgyűlési képviselő
- Krolopp Alfréd mezőgazdász, a Mezőgazdasági Oktatási Szakegyesület elnöke
- Krolopp Hugó mezőgazdász, országgyűlési képviselő, a budapesti egyetem közgazdasági fakultásának dékánja
- Kuroli Géza növényvédelmi szaktekintély, egyetemi tanár, dékán, az MTA doktora
- Kvassay Jenő vízmérnök, mezőgazdász, a hazai kultúrmérnöki szolgálat megszervezője

## L
- Legány Ödön kiváló növénynemesítő, királyi gazdasági főtanácsos, akadémiai tanár
- Nikolaus Lenau, más néven Lenau Miklós, költő, a német biedermeier korának meghatározó alakja
- Linhart György mezőgazdász, mikológus, a hazai tudományos növénykórtan és -védelem megalapozója
- Lukovits Aladár gazdasági egyesületi titkár, országgyűlési képviselő, lovas.

## M
- Magyar Károly ügyvéd, az állat-törzskönyvezés úttörője
- id. Manninger Gusztáv Adolf mezőgazdász, jószágkormányzó, egyetemi tanár
- Mednyánszky László báró országgyűlési képviselő, honvéd őrnagy, Haynau megtorlássorozatának első áldozata
- Mezey Gyula mezőgazdász, fitopatológus, a kassai Gazdasági Akadémia igazgatója
- Mokry-Mészáros Dezső festőművész, a naiv festészet első magyar mestere
- Mosonyi Emil Széchenyi-díjas vízépítő mérnök, a Magyar Tudományos Akadémia rendes tagja, a világ egyik legelismertebb vízerő-hasznosítási szaktekintélye

## O
- Obermayer Ernő Kossuth-díjas növénynemesítő, a Magyar Tudományos Akadémia levelező tagja, a szegedi fűszerpaprika-nemesítés meghatározó alakja

## P
- Paikert Alajos, ifj. mezőgazdász, jogász, államtitkár, a római Nemzetközi Mezőgazdasági Intézet egyik megszervezője
- Pákh Albert író, publicista, a Magyar Tudományos Akadémia és a Kisfaludy Társaság tagja
- Purgly Emil mezőgazdász, földművelésügyi miniszter

## R
- Radvánszky Albert báró mezőgazdász, a Felsőház alelnöke, a Magyar Nemzeti Bank alelnöke
- id. Rázsó Imre növénynemesítő, akadémiai tanár, dékán
- ifj. Rázsó Imre mezőgazdász, gépészmérnök, a Magyar Tudományos Akadémia levelező tagja, műegyetemi tanár, dékán
- Rédei György Pál mezőgazdász, genetikus, a Magyar Tudományos Akadémia külső tagja, a növénygenetikai kutatások világszerte egyik legelismertebb szaktekintélye
- Révy Dezső mezőgazdász, botanikus, entomológus, a Magyar Agrártudományi Egyetem rektora
- Rubinek Gyula mezőgazdász, földművelésügyi miniszter

## S
- Schandl József mezőgazdász, állatorvos, a Magyar Tudományos Akadémia rendes tagja, a magyar állattenyésztés egyik legkiemelkedőbb alakja
- Semsey Andor természettudós, a Magyar Tudományos Akadémia tagja, a magyar tudományos élet egyik legnagyobb mecénása
- Serényi Miklós gróf mezőgazdász, politikus, országgyűlési képviselő
- Sipos Gábor mezőgazdász, egyetemi tanár, a talajművelési kutatások kiemelkedő egyénisége
- Somssich László gróf mezőgazdász, jogász, politikus, a Magyar Nemzeti Bank alelnöke
- id. Sporzon Pál mezőgazdász, akadémiai tanár, műegyetemi tanszékvezető, a keszthelyi tanintézet igazgatója
- ifj. Sporzon Pál mezőgazdász, akadémiai tanár, a Gépkísérleti Állomás vezetője
- Surányi János Kossuth-díjas növénytermesztő, a Magyar Tudományos Akadémia rendes tagja
- Széchenyi Bertalan gróf mezőgazdász, politikus, a Magyar Tudományos Akadémia tagja, a Felsőház elnöke
- Székács Elemér a magyar növénynemesítés kiemelkedő alakja
- Szüry Lajos (1818-1889) királyi tanácsos, Komárom vármegye első alispánja.

## T
- Teleki Mihály gróf mezőgazdász, földművelésügyi miniszter
- Teleki Pál gróf miniszterelnök, a szegedi ellenforradalmi kormány földművelésügyi minisztere, földrajztudós, a Magyar Tudományos Akadémia tagja
- Tomka Gábor mezőgazdász, mikrobiológus, tejgazdasági szakember, szakterületének úttörője

## U
- Ujhelyi Imre mezőgazdász, állatorvos, akadémiai igazgató, a korszerű állattenyésztés úttörője

## V
- Világhy Károly mezőgazdász, kormánybiztos, tanszékvezető főiskolai tanár
- Villax Ödön korának külföldön is meghatározó növénynemesítője, a magyaróvári Növénynemesítő Intézet vezetője

## Z
- Zalka Zsigmond mezőgazdász, agrokémikus, akadémiai igazgató, a szeszgyártás szaktekintélye
- Zeyk Domokos mezőgazdász, honvéd százados, az 1848–49-es forradalom és szabadságharc hősi halottja
- Zmejanovics Gavril mezőgazdász, teológus, a szerb nemzeti egyház jószágkormányzója, görögkeleti szerb püspök

### Itt tanított, kutatott
| Ábécé szerinti tartalomjegyzék                      |
| --------------------------------------------------- |
| A B C D E F G H I J K L M N O P Q R S T U V W X Y Z |

## B
- Balás Árpád akadémiai igazgató, a Magyar Mezőgazdasági Múzeum egyik alapítója, első igazgatója
- Bánvárth Sándor akadémiai igazgató, magyar királyi gazdasági főtanácsos, állattenyésztési szaktekintély
- Bíró Gyula mezőgazdász, az Állattenyésztési Kutató Intézet egyik alapítója
- Bodnár János biokémikus, a Magyar Tudományos Akadémia levelező tagja

## C
- Cselkó István akadémiai tanár, a korszerű takarmányozás hazai meghonosítója
- Cserháti Sándor a magyar tudományos növénytermesztés megalapozója, gazdasági szakíró
- Csukás Zoltán mezőgazdász, a Magyar Tudományos Akadémia levelező tagja, a XX. századi magyar állattenyésztés egyik legkiemelkedőbb egyénisége

## D
- Deininger Imre mezőgazdász, archeobotanikus, a hazai vetőmag-vizsgálati és régészeti növénytani kutatások megalapozója
- Doby Géza növény-biokémikus, -enzimológus, tudományterületének hazai úttörője, nemzetközi szaktekintélye, a Magyar Tudományos Akadémia rendes tagja, a Magyar Agrártudományi Egyetem első rektora
- Id. Dohy János mezőgazdász, Széchenyi-díjas fitopatológus, akadémiai igazgatóhelyettes, az 1956-os események utáni koncepciós perek egyik elítéltje

## G
- Gergátz Elemér állatorvos, c. egyetemi tanár, földművelésügyi miniszter
- Gratz Ottó állatorvos, tejgazdasági szakember, szakíró
- Groffits Gábor akadémiai igazgató, dékán, a Felsőház tagja, nemzetközi szaktekintély
- Győrffy Barna genetikus, a Növénytermesztési és Növénynemesítési Kísérleti Intézet munkatársa, a Magyar Tudományos Akadémia Kossuth- és Széchenyi-díjas tagja

## H
- Haberlandt Frigyes mezőgazdász, a szója európai meghonosítója, a bécsi mezőgazdasági főiskola későbbi rektora
- Hensch Árpád akadémiai igazgató, a korszerű hazai agrárüzemtan és -szervezés megalapozója

## K
- Kadocsa Gyula mezőgazdász, Kossuth-díjas entomológus, a Növényvédelmi Kutatóintézet igazgatója
- Kanitz Ágoston botanikus, a Magyar Tudományos Akadémia és több külföldi tudományos akadémia tagja
- Karkovány Ákos gépészmérnök, a magyaróvári Országos Gazdasági Gépkísérleti Állomás vezetője
- Kerpely Kálmán akadémiai igazgató, a Magyar Tudományos Akadémia levelező tagja, növénytermesztési szaktekintély
- Kosutány Tamás agrokémikus, a Magyar Tudományos Akadémia levelező tagja, az élelmiszertudomány kimagasló alakja
- Krolopp Alfréd igazgató
- Kuroli Géza növényvédelmi szaktekintély, egyetemi tanár, dékán, az MTA doktora

## L
- Legány Ödön növénynemesítő, királyi gazdasági főtanácsos
- Linhart György mezőgazdász, mikológus, a hazai tudományos növénykórtan és -védelem megalapozója

## M
- Masch Antal állatorvos, akadémiai igazgató, a magyar agrárkutatás egyik megteremtője
- Mezey Gyula mezőgazdász, fitopatológus, korának kiemelkedő növénykórtani szakembere

## N
- Nuricsán József agrokémikus, akadémiai tanár, a Vegykísérleti Állomás vezetője

## O
- Obermayer Ernő Kossuth-díjas növénynemesítő, a Magyar Tudományos Akadémia levelező tagja, a szegedi fűszerpaprika-nemesítés meghatározó alakja

## P
- Pabst Henrik Vilmos akadémiai igazgató, korának nemzetközileg kiemelkedő tudósa
- Plank Jenő vegyészmérnök, egyetemi tanár, dékán, a Magyar Tudományos Akadémia levelező tagja, az analitikai kémia szaktekintélye
- id. Porpáczy Aladár kertészmérnök, a magyar korszerű gyümölcsnemesítés megalapítója és megszervezője, a Magyar Tudományos Akadémia Kossuth-díjas levelező tagja
- Pulay Gábor vegyészmérnök, mikrobiológus, tejgazdasági szakember, tanszékvezető egyetemi tanár

## R
- id. Rázsó Imre növénynemesítő, akadémiai tanár, dékán
- ifj. Rázsó Imre mezőgazdász, gépészmérnök, a Magyar Tudományos Akadémia levelező tagja, műegyetemi tanár, dékán
- Rodiczky Jenő mezőgazdász, az Országos Gyapjúminősítő Intézet alapítója, nemzetközileg elismert juhtenyésztési szaktekintély

## S
- Sass Gábor gépészmérnök, osztályelnök, egyetemi tanár, a Gépkísérleti Intézet vezetője
- Schandl József mezőgazdász, állatorvos, a Magyar Tudományos Akadémia rendes tagja, a magyar állattenyésztés egyik legkiemelkedőbb alakja
- Schmidt János mezőgazdász, a Magyar Tudományos Akadémia rendes tagja, a takarmányozástan nemzetközileg is kiemelkedő alakja
- ’Sigmond Elek vegyészmérnök, a Magyar Tudományos Akadémia tagja, a korszerű talajtani kutatások magyarországi megalapozója
- Sipos Gábor mezőgazdász, egyetemi tanár, a talajművelési kutatások kiemelkedő egyénisége
- id. Sporzon Pál a mezőgazdasági üzemtan kiemelkedő alakja
- ifj. Sporzon Pál a mezőgazdasági gépészet kiemelkedő alakja

## T
- Thallmayer Viktor gépészmérnök, akadémiai igazgató, a Gépkísérleti Állomás vezetője
- Török János állatorvos, tanszékvezető egyetemi tanár, rektorhelyettes

## U
- Ujhelyi Imre akadémiai igazgató, a korszerű állattenyésztés úttörője

## V
- Vas Károly mezőgazdász, állatorvos, nemzetközileg elismert tejgazdasági szakember
- Világhy Károly mezőgazdász, kormánybiztos, prodékán, jeles agrárüzemtani szaktekintély
- Villax Ödön korának külföldön is meghatározó növénynemesítője, a magyaróvári Növénynemesítő Intézet vezetője
- Vladár Endre gépészmérnök, a Gépkísérleti Állomás vezetője
- Vörös Sándor akadémiai igazgató, az agrár-szakoktatás fejlesztésének kiemelkedő személyisége

## W
- Wittmann Antal a reformkor tudós mezőgazdásza, a tanintézet megszervezője, első igazgatója

## Z
- Zalka Zsigmond mezőgazdász, agrokémikus, akadémiai igazgató, a szeszgyártás szaktekintélye

## Külső hivatkozások
- Széchenyi István Egyetem Albert Kázmér Mosonmagyaróvári Kar
- (korábbi, már nem frissülő honlap) Széchenyi István Egyetem Mezőgazdaság- és Élelmiszertudományi Kar
- Nyugat-magyarországi Egyetem Mezőgazdaság- és Élelmiszertudományi Kar
- A Pallas nagy lexikona: Óvári gazdasági akadémia